# Вспомогательные исторические дисциплины
Специа́льные истори́ческие дисципли́ны (другое наименование — вспомогательные исторические дисциплины) — относительно самостоятельные отрасли исторической науки, которые своими специфическими методами изучают определённые виды или отдельные стороны формы и содержания исторических источников. К вспомогательным историческим дисциплинам традиционно относят палеографию (включая кодикологию), дипломатику, генеалогию, геральдику, униформологию, вексиллологию, сфрагистику и эпиграфику, историческую метрологию, нумизматику и бонистику, хронологию, историческую географию, историческую информатику, источниковедение, архивоведение, документоведение, историческую ономастику, историческую антропонимику, историческую демографию, фалеристику, археографию и некоторые другие. Иногда к числу вспомогательных исторических дисциплин относят особые разделы исторической науки (историографию, методологию истории) или даже специальные исторические науки (археологию или, реже, — этнографию).